# Комплекс з виробництва полівінілхлориду у Кстово
Комплекс з виробництва полівінілхлориду у Кстово — виробничий майданчик у місті Кстово (Нижньогородська область Росії).
Станом на початок 2010-х років нафтохімічний концерн «Сибур» володів виробництвом полівінілхлориду у Дзержинську, яке використовувало застарілу технологію та обладнання. З огляду на це для заміни попереднього запланували спорудження нового підприємства, майданчик для якого обрали поряд з піролізною установкою у Кстово, яка виробляє важливу сировину — етилен (вона ж забезпечувала й майданчик у Дзержинську, проте туди ресурс доводилось транспортувати по етиленопроводу Кстово — Дзержинськ). В 2014-му належна до групи «Сибур» компанія «РусВинил» запустила у Кстові завод, який включає такі технологічні переділи:
- секція електролізу, що споживає хлорид натрію, який постачають з копальні Баскунчак та Білорусі. Секція продукує хлор в обсягах 205 тисяч тонн на рік, а також каустичну соду (225 тисяч тонн на рік) та водень (6,2 тисячі тонн на рік). Іншими супутніми продуктами виступають гіпохлорит натрію та соляна кислота;
- виробництво дихлоретану, який отримують реакцією хлору та етилену;
- виробництво мономеру вінілхлориду, що продукують шляхом дегідрогалогенування дихлоретану. Піролізні печі при цьому нарівні з природним газом можуть споживати водень, який отримують під час електролізу;
- виробництво полівінілхлориду потужністю 330 тисяч тонн на рік (з них 300 тисяч тонн суспензійного та 30 тисяч тонн емульсійного).
Станом на жовтень 2024-го завод випустив 3 млн тонн полівінілхлориду.